# Toni Brunner
Anton "Toni" Brunner (sinh ngày 23 tháng 8 năm 1974) là một nông dân Thụy Sĩ, chủ tịch đảng Nhân dân Thụy Sĩ và là thành viên của Hội đồng Quốc gia Thụy Sĩ. Ông còn được biết đến với các tên như "Toni Baloni", "Il Toni", "Tonino".
Sinh tại Wattwil (St. Gallen), ông được bầu vào Quốc hội lần đầu tiên vào năm 1995 khi được 21 tuổi, là thành viên trẻ nhất.